# 佐藤茂夫
佐藤 茂夫（さとう しげお）は、日本のゲームクリエイター（原画家・グラフィッカー）、イラストレーター、同人作家。別ペンネームはvogue、防具。『無人島物語』シリーズや『○学○年生』シリーズで知られる。

## 来歴
1994年からケイエスエスの『無人島物語』シリーズのキャラクターデザインを手がけ、パソコンゲーム、コンシューマーゲーム、映像化、小説化とメディアミックス展開されヒットシリーズとなる。その後はvogue名義でアダルトゲームに活躍の場を移し、2001年からコアマガジンの『G-type』で原作の上崎よーいちと組み、『○学○年生』のキャラクターデザインやイラスト、コミックを連載した。

## 一般ゲーム
キャラクターデザイン、原画
- 『無人島物語』 ケイエスエス 1994年
- 『無人島物語2』ケイエスエス 1995年
- 『無人島物語3 〜A.D.1999 TOKYO.〜』ケイエスエス 1996年
- 『無人島物語R 〜Survival life in the uninhabited region〜』ケイエスエス 1997年
- 『無人島物語R 〜ふたりのラブラブ愛ランド〜』ケイエスエス 1998年
- 『無人島物語4』ケイエスエス 1998年
- 『無人島物語RR』ケイエスエス 1999年
- 『漂流記』ケイエスエス 1999年

## 美少女ゲーム
キャラクターデザイン、原画
- 『くるみちゃんにんじゃあ』 JANIS 1995年
- 『無人島物語X』 ピンパイ 1997年
- 『無人島物語XX』 ピンパイ 1999年
- 『無人島物語XXX』 ピンパイ 1999年
- 『X’mas Present』 ピンパイ　2000年
- 『無人島物語X.2001 ～姿なき悪魔～』 ピンパイ　2001年
- 『奏 ～カナデ～』 Purple software 2002年

## 同人ゲーム
キャラクターデザイン、原画
- 『愛慾のエプロン』 Autobahn 2004年
- 『妻陥落』 Autobahn 2006年
- 『SAMEN TOILET ANGELS 01』 Autobahn 2007年
- 『目眩く侮愛の宴』 Autobahn 2011年
- 『リップサービス』 voguish 2013年
- 『生徒会グローリーホール』 voguish 2015年
- 『JKフリーホール』 voguish 2017年

## 雑誌連載
キャラクターデザイン、イラスト、コミック
- 『○学○年生』上崎よーいち著 コアマガジン『G-type』 2001-2004年
- 『○学○年生起立！』上崎よーいち著 コアマガジン『G-type』 2004-2005年
- 『○学○年生ナイン！』上崎よーいち著 コアマガジン『G-type』 2005-2007年

## 小説
表紙イラスト、挿絵
- 『無人島物語 長すぎたサマー・バケーション』鈴木 俊介著 ケイエスエス 1997年
- 『無人島物語R とびっきり!?のバカンス』川嶋一洋著 ケイエスエス 1998年
- 『無人島物語X 禁断のプロジェクト』島津出水著 ケイエスエス 1998年
- 『無人島物語リミテッド 漂流…時空を超えて（前編）』飯野文彦著 ケイエスエス 1998年

## イラスト集、攻略本
表紙イラスト、ビジュアルワーク
- 『無人島物語R ビジュアルワークス With「無人島物語X外伝」』 ケイエスエス 1997年
- 『無人島物語4 パーフェクトガイド』西尾ゆき著 SBクリエイティブ 1998年
- 『無人島物語X PLUS XX CG&原画集』 ケイエスエス 1999年

## ドラマCD
ジャケットイラスト
- 『無人島物語DESERTED ISLAND』ケイエスエス 1996年
- 『○学○年生』 ソフト・オン・デマンド 2004年